# Hội hữu nghị Việt Nam-Yemen
Hội hữu nghị Việt Nam-Yemen (tiếng Ả Rập: جمعية الصداقة اليمنية-الفيتنامية) là một tổ chức ở Cộng hòa Dân chủ Nhân dân Yemen, nhằm thúc đẩy quan hệ với Việt Nam. Năm 1981, Ali Nasir Bartoush là thư ký của hội. Năm 1987, Tiến sĩ Abdul Wasa Salam, Bộ trưởng Bộ Tư pháp CHDCND Yemen, là chủ tịch của hội.